# Rachel Blakely
Rachel Blakely (ur. 28 lipca 1968) – australijska modelka i aktorka.

## Życiorys
Urodziła się 28 lipca 1968 roku na Borneo, w części malezyjskiej. Jej ojciec Harold Blakely, był Amerykaninem, a matka pochodziła z Australii. Ze względu na pracę ojca w branży naftowej, cała rodzina często podróżowała i zmieniała miejsca zamieszkania. Ostatecznie osiedlili się na australijskiej farmie, kiedy Rachel miała dwanaście lat.
Zanim stała się aktorką, Rachel pracowała w różnych zawodach. Była między innymi: ochroniarką w nocnym klubie i pracownicą kateringu. Następnie została modelką i odnosiła w tej branży pewne sukcesy. W 1985 roku zadebiutowała w serialu Sąsiedzi, co zapoczątkowało jej karierę aktorską. Największy rozgłos przyniosła jej rola Marguerite Krux w serialu Zaginiony świat.
W życiu prywatnym, Rachel poślubiła w 1990 roku aktora Petera Craiga, jednak rozwiedli się parę lat później. Blakely posiada podwójne amerykańsko-australijskie obywatelstwo.